# 格呂特于爾山
72°0′S 4°31′E / 72.000°S 4.517°E
格呂特于爾山（挪威語：Grytøyrfjellet）是南極洲的山峰，位於東部南極洲的毛德皇后地，屬於穆利格-霍夫曼山脈的一部分，處於弗洛格肯冰川和斯圖特弗洛格冰川之間，海拔高度2,695米。